# Nanténin Chérif
Hadja Nanténin Konaté est une femme politique guinéenne. Elle est députée à l’Assemblée nationale, coordinatrice nationale du RPG Arc-en-ciel, ministre conseillère chargée de mission à la présidence de la République de Guinée.

## Biographie

### Carrière politique
Militante dès le début du RPG à 17 ans, elle fait partie des persécutés des tenants du pouvoir aux élections législatives de 1995[pas clair]. Elle gagne la France par le Mali. Lors de l'élection présidentielle de 1998, où plusieurs membres[De quoi ?] sont arrêtés, elle est exfiltrée pour la France[réf. nécessaire].
En 2013, elle conduit la liste de son parti aux législatives et devient députée a l’Assemble nationale, tout en gérant le parti en tant que coordinatrice nationale.

## Citation
« Il ne faut pas qu’on aille en ordre dispersé dans la bataille. Elle sera rude, mais nous allons gagner ».